# Аукан
Аука́н — невеликий гористий острів в Червоному морі в архіпелазі Дахлак, належить Еритреї, адміністративно відноситься до району Дахлак регіону Семіен-Кей-Бахрі.

## Географія
Розташований за 39 км на південний схід від острова Дахлак. Має компактну видовжену форму з південного заходу на північний схід. Довжина острова понад 6 км, ширина до 2,5 км. Береги підняті, місцями скелясті. Разом із сусідніми островами Аукан вільний від коралових рифів.